# Апорофобія
Апорофобія (від ісп. — aporofobia; від давньогрецького — ἄπορος (áporos), дослівно — «без ресурсів, незаможний, бідний» та φόβος (phobos), «ненависть» або «відраза») — негативне ставлення і почуття до бідності та бідних людей. Огида та ворожість до бідних людей, тих, хто позбавлений ресурсів або безпорадних.

## Етимологія
Слово бідність також використовується в галузі міжнародного права для позначення цієї форми дискримінації людей, які живуть у злиднях.
Концепція апорофобії була введена в 1990-х роках філософом Аделою Кортіною, професором етики та політичної філософії в Університеті Валенсії, щоб відрізнити це ставлення від ксенофобії, яка стосується лише неприйняття іноземців та расизму, який є дискримінацією етнічних груп. Різниця між апорофобією та ксенофобією чи расизмом полягає в тому, що в суспільстві немає дискримінації чи маргіналізації іммігрантів або членів інших етнічних груп, якщо ці люди мають активи, економічні ресурси та/або соціальні та медіазначущі.
Таким чином, апорофобія полягає в почутті страху та ставленні до бідних, позбавлених засобів до життя й безпорадних. Таке відчуття і таке ставлення набуваються.
Згідно з рішенням парламенту Франції від 24 червня 2016 року його було додано до переліку форм дискримінації, заборонених Конституцією, як «дискримінацію за соціальною нестабільністю». Проте менше 20 осіб подали позови за таку дискримінацію.